# Josephine Fallscheer-Zürcher
Josephine Theresia Fallscheer-Zürcher (Zürich, 1 oktober 1866 - Stuttgart, 10 juli 1932) was een Zwitserse arts en hulpverleenster.

## Biografie
Josephine Fallscheer-Zürcher was een dochter van Eduard Zürcher en van Barbara Hirt. Nadat ze als kind haar beide ouders verloor, verbleef ze een tijdje in een weeshuis in Zürich. Ze ging vervolgens naar school in een leraressennormaalschool en studeerde vervolgens van 1886 tot 1891 geneeskunde aan de Universiteit van Zürich, waar ze in 1894 bij psychiater Auguste Forel doctoreerde met een proefschrift over Jeanne d'Arc.
Vanaf 1895 werkte Zürcher in het Lahmannhospitaal nabij Dresden, waar theoloog Johannes Lepsius haar betrok bij zijn werk ten voordele van de Armeniërs. In 1897 richtte ze vervolgens een ziekenhuis op in Urfa, een stad in het huidige Turkije. Dit ziekenhuis zou tot 1922 door Zwitsers worden bestuurd. Zürcher was daarmee een van de eerste vrouwelijke artsen in het Ottomaanse Rijk, maar diende haar geneeskundige activiteiten al snel weer stop te zetten bij gebrek aan vergunning. Daardoor ging ze vervolgens aan de slag bij de Amerikaanse missieartsen van de American Board.
In 1899 huwde Zürcher met Heinrich Fallscheer, een Duitser, met wie ze zich toen vestigde in Aleppo (Syrië). In die stad opende het koppel een nieuw ziekenhuis, de Clinique et pharmacie allemande, die bij gebrek aan de nodige vergunningen in 1904 de deuren diende te sluiten. Later was ze gedurende een jaar actief in een missiehospitaal van de Duitse Hülfsbund für christliches Liebeswerk in Kahramanmaraş (Turkije), om later haar echtgenoot te vervoegen in Haïfa waar die werkte voor de Deutsche Palästina-Bank. Sindsdien verbleef ze met uitzondering van de periodes 1917-1921 en 1930-1932 in Palestina, waar ze de geneeskunde uitoefende, zowel voor mensen als voor dieren, te midden van de Bahaigemeenschap van Haïfa en omstreken.
Fallscheer-Zürcher publiceerde diverse medische, etnologische en filosofische artikelen, met name als reactie op de werken van Forel.
Haar archieven worden bewaard in de Zentralbibliothek van Zürich.

## Werken
- (de)  "Die türkische Provinzialhebamme" in Ergänzungsheft zur Allgemeinen Deutschen Hebammen-Zeitung, 1910.
- (de)  "Reiseerinnerungen einer Schweizer Ärztin" in Hygieiea, 3-5, 1932.